# Trubbhagtorn
Trubbhagtorn (Crataegus monogyna) är en buske eller ett litet träd i släktet hagtornar (Crataegus).
Trubbhagtorn bidrar i naturen med mat och skydd till många fågelarter och däggdjur. De blommor som växer ur den är viktiga för de utgör mat till olika sorters insekter. Trubbhagtorn har en för det mänskliga luktorganet obehaglig doft som dock lockar till sig flugor och skalbaggar. Växten förekommer mest i södra Sverige, särskilt på Öland och Gotland. Som dess vetenskapliga namn antyder (monogyna), innehåller de röda frukterna endast ett frö.